# 니시 케이코 (1977년)
니시 케이코(일본어: 西 慶子, 1977년 4월 16일 ~ )는 일본의 여배우이다. 오사카부 출신이다.